# Ljoebov Popova

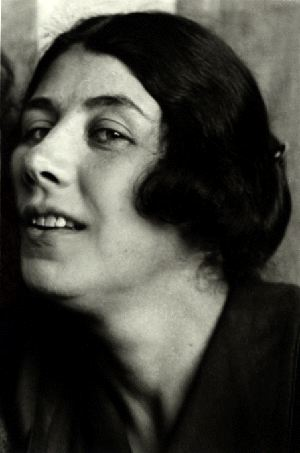
Ljoebov Popova, rond 1918

Ljoebov Sergejevna Popova (Russisch: Любовь Сергеевна Попова) (Ivanovskoe, nabij Moskou, 6 mei 1889 – Moskou, 25 mei 1924) was een avant-gardistisch Russisch kunstschilderes. Ze wordt gerekend tot de stromingen van zowel het futurisme, het kubisme, het constructivisme als het suprematisme.

## Leven en werk
Popova maakte in 1912 een studiereis naar Parijs, waar ze onder meer in de leer ging bij Jean Metzinger en Henri Le Fauconnier. Na haar terugkomst werkte ze van 1913 tot 1916 nauw samen met de schilder Vladimir Tatlin en was haar werk primair kubo-futuristisch. Ze exposeerde in die tijd op spraakmakende tentoonstellingen, waaronder de tweede ‘Ruiten Boer’-expositie in Moskou (1914) en 0,10 in Sint-Petersburg (1916). Kort daarna bezocht ze Samarkand en kwam onder de indruk van de strakke architectuur. Ze veranderde haar stijl richting kubisme en constructivisme en werd in 1918 tevens docente aan de kunstacademie in Moskou.
In 1921 nam ze nog deel aan een grote constructivisme-expositie, maar kort daarna stopte ze goeddeels met schilderen en legde zich vooral toe op de ontwerpkunst, met name van textiel, boeken en tijdschriften (onder meer van het bekende tijdschrift LEF). Ook maakte ze decorontwerpen voor onder meer Vsevolod Meyerhold.
Popova had al sinds 1918 een merkbaar zwakke gezondheid en stierf in 1924, 35 jaar oud, aan roodvonk. Haar werk kreeg vanaf het einde van de twintigste eeuw hernieuwd grote belangstelling en wordt nog steeds getoond op grote exposities over de gehele wereld.

## Werk (galerij)

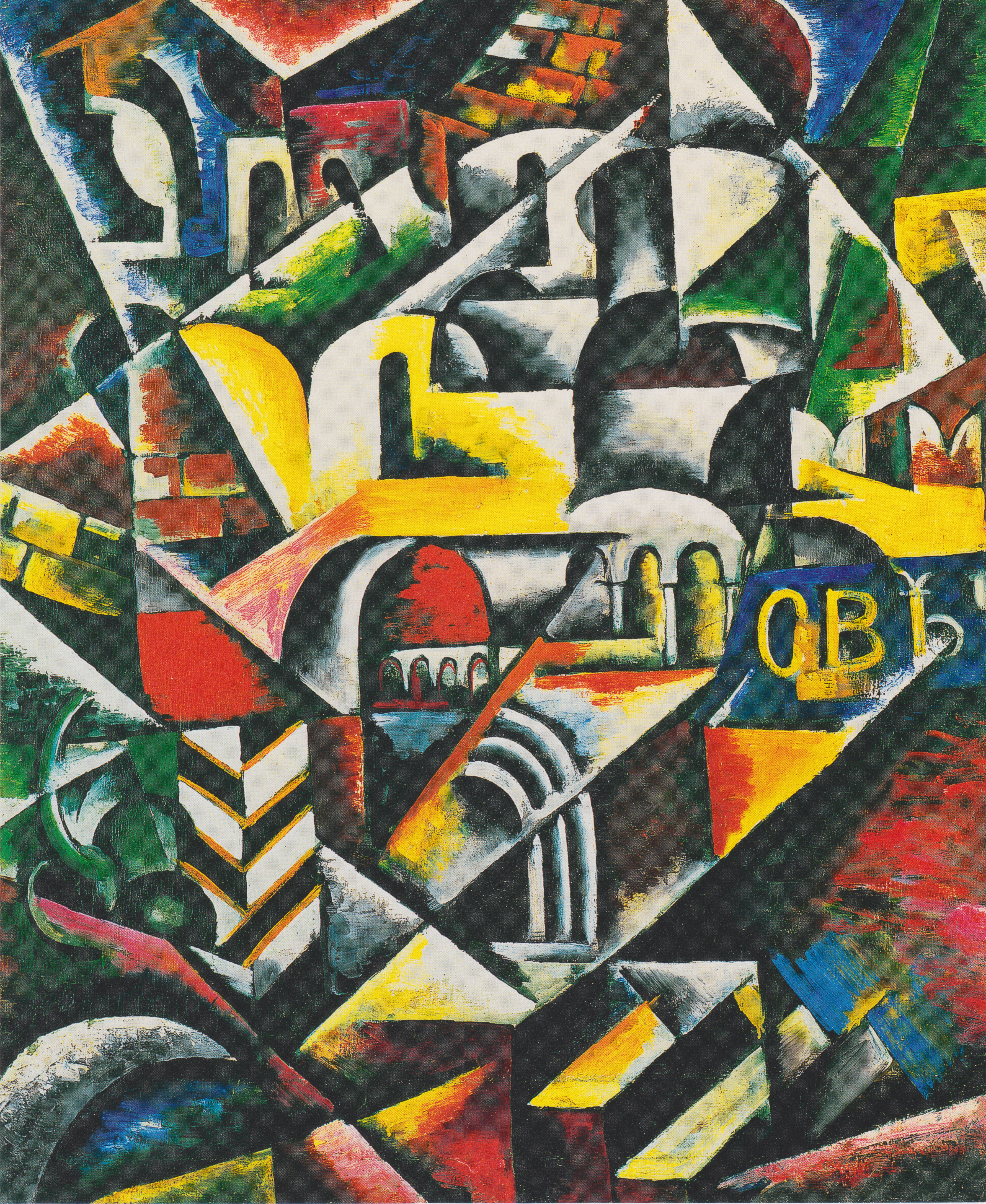
Stadslandschap, 1914
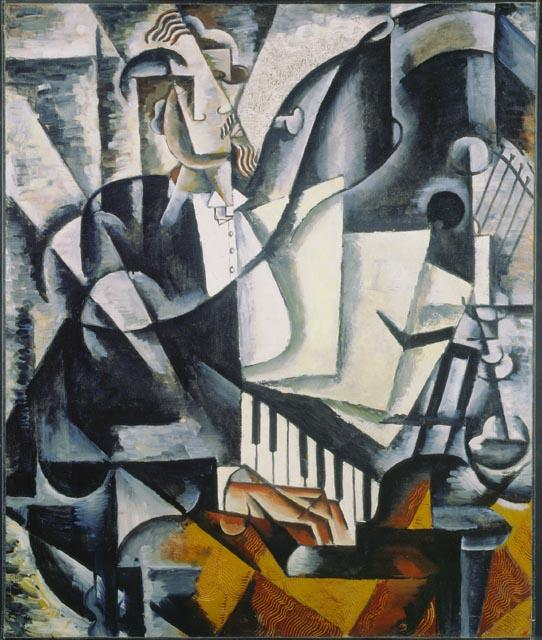
De pianist, 1914
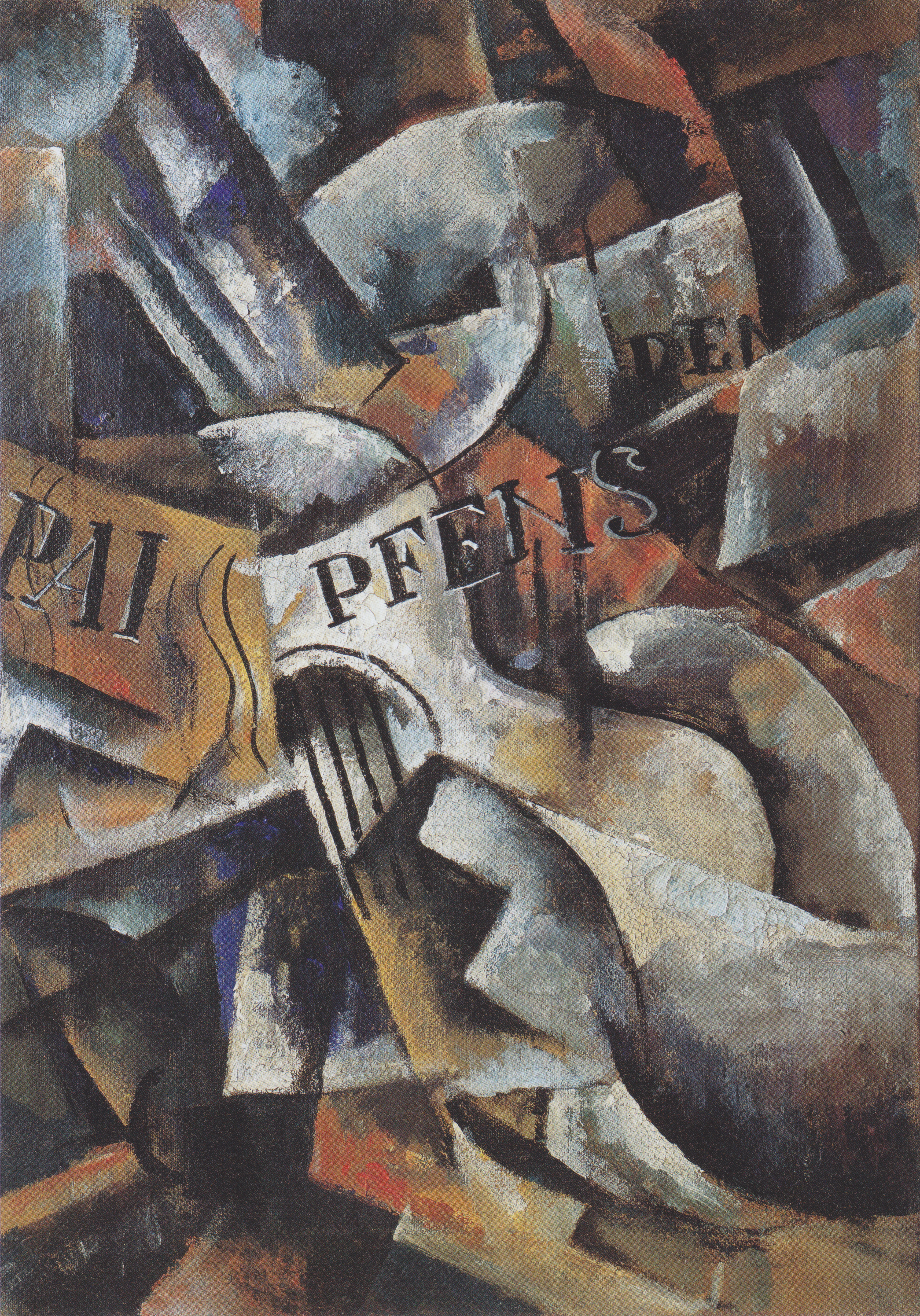
Stilleven met gitaar, 1915
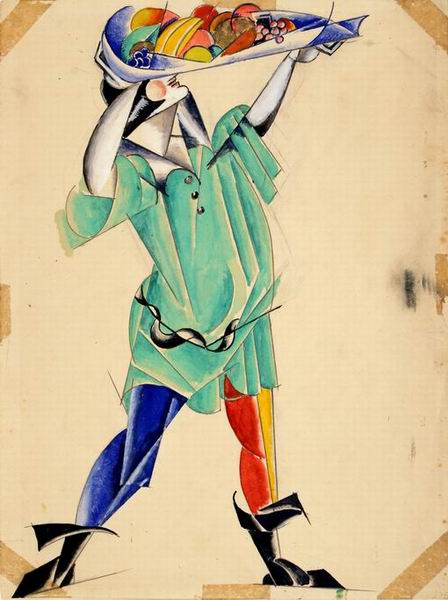
Romeo en Julia, 1920
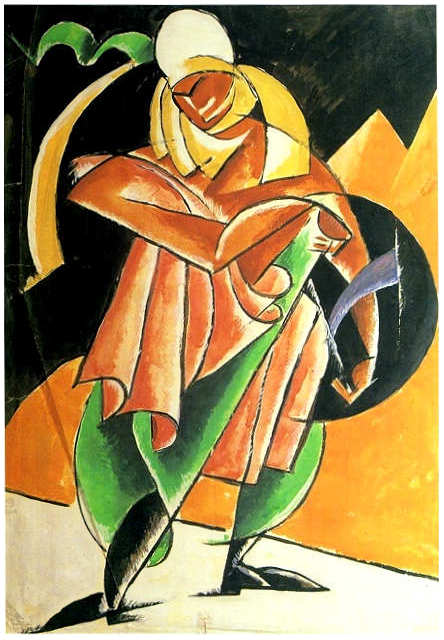
Zhretz Tarkvinny , 1922
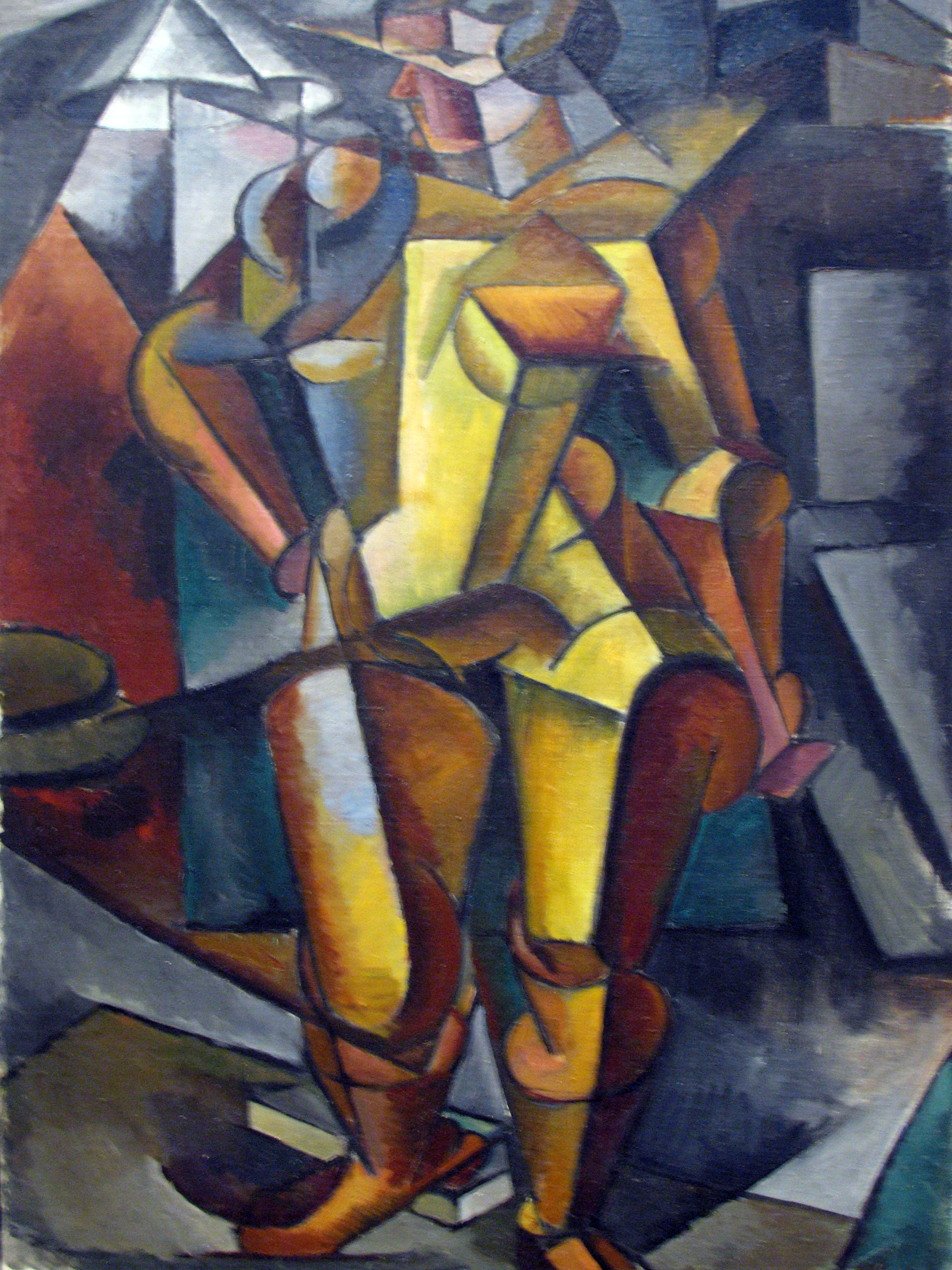
Het model, 1913
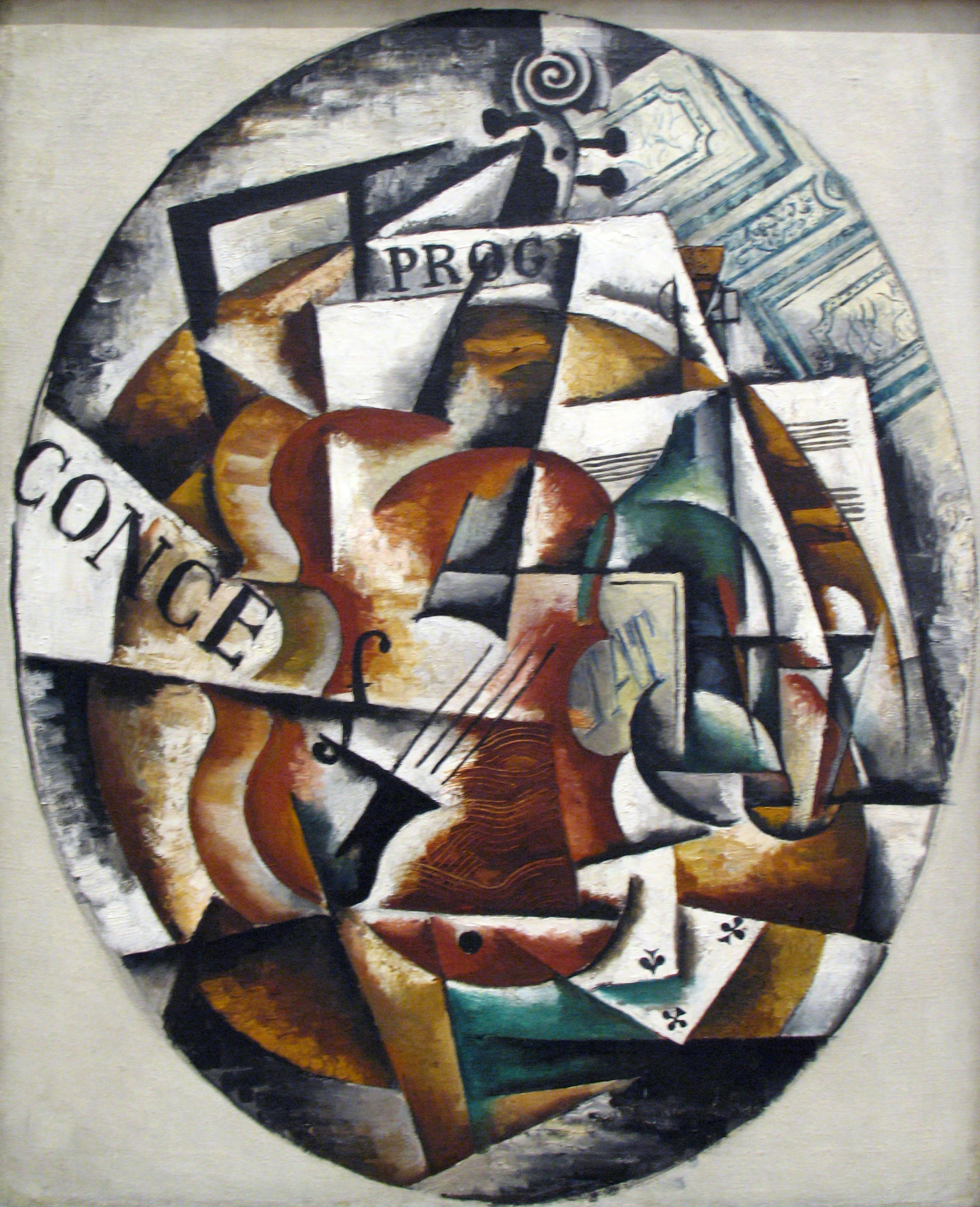
Viool, 1915
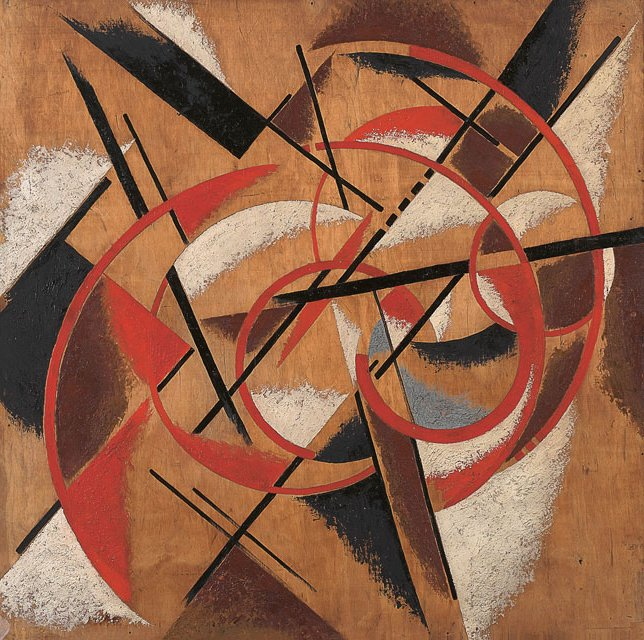
Ruimtelijke krachtconstructie, 1920-1921
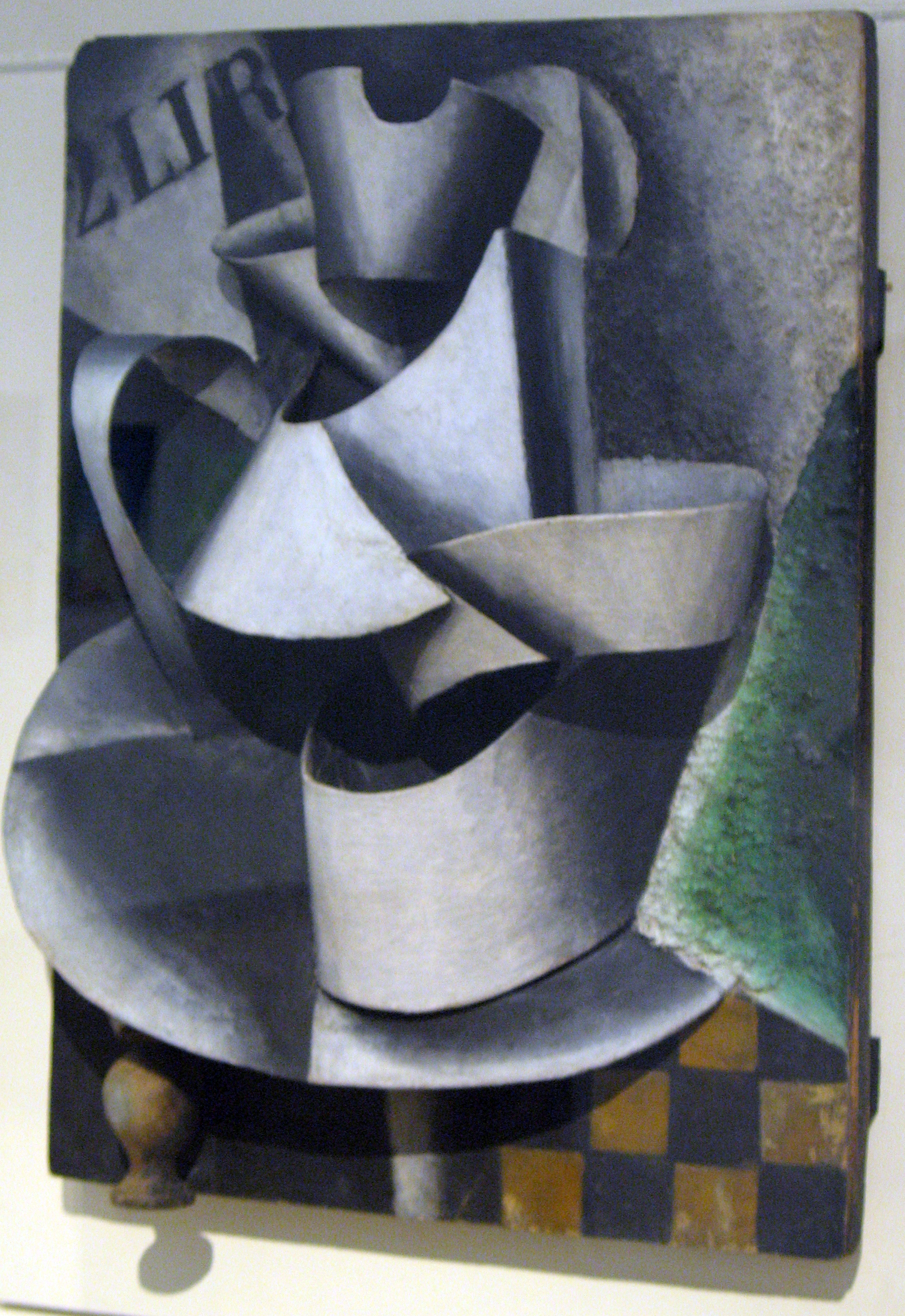
Beker op een tafel, 1915
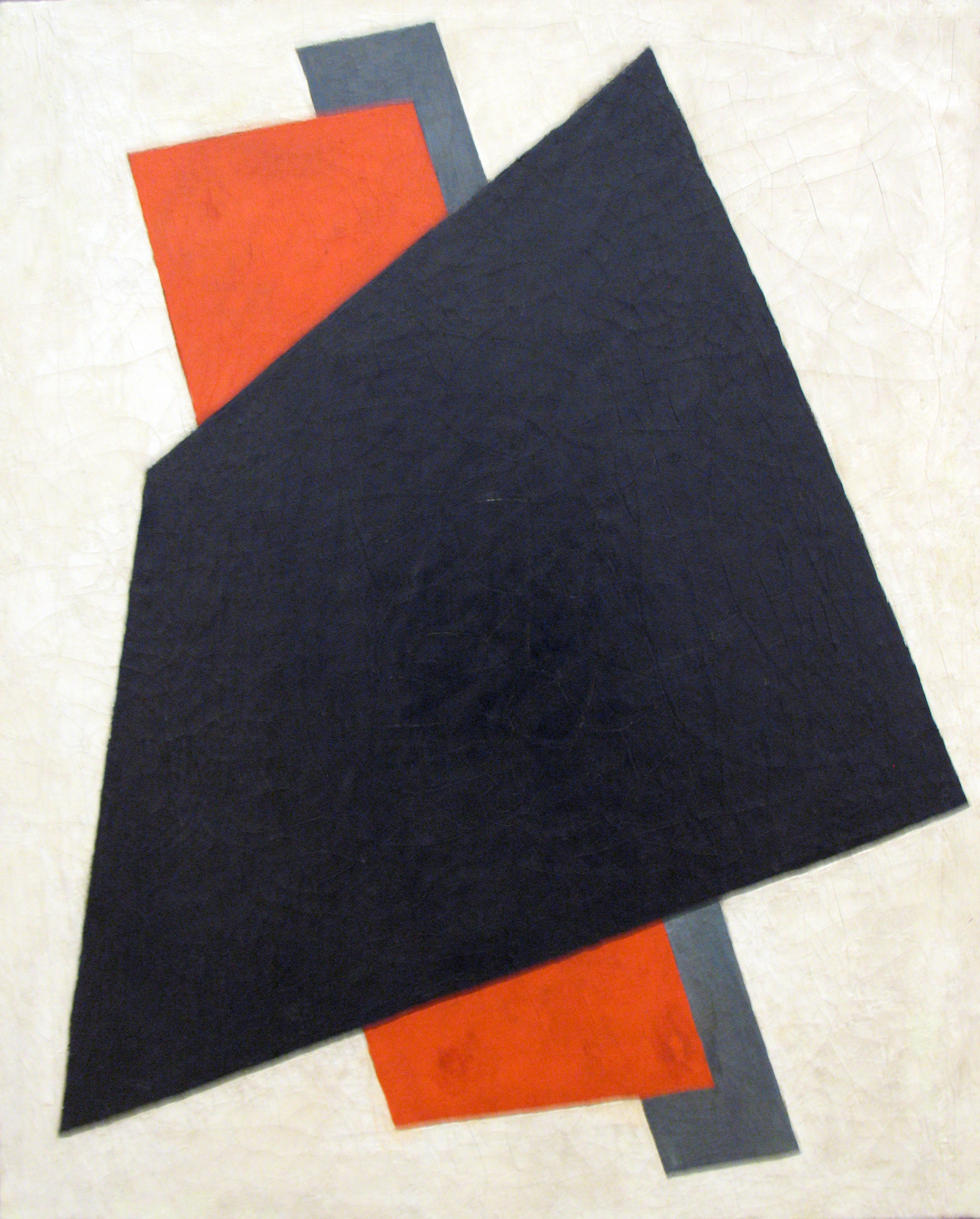
Ruimtelijke architectuur, 1916